# V473 Андромеды
V473 Андромеды (лат. V473 Andromedae) — двойная затменная переменная звезда типа W Большой Медведицы (EW) в созвездии Андромеды на расстоянии приблизительно 3983 световых лет (около 1221 парсека) от Солнца. Видимая звёздная величина звезды — от +13,83m до +13,37m. Орбитальный период — около 0,4013 суток (9,6312 часов).

## Характеристики
Первый компонент — жёлто-белая звезда спектрального класса F. Радиус — около 1,58 солнечного, светимость — около 3,924 солнечных. Эффективная температура — около 6473 K.
Второй компонент — жёлто-белая звезда спектрального класса F.